# Klan Bruce
Bruce, w pol. lit. hist. Brusowie (gael. Brùs, norm. de Brus) – klan szkocki pochodzenia normandzkiego z główną siedzibą w Kincardine w Lowlands. Z klanu pochodzili dwaj królowie Szkocji (Robert I, Dawid II) i jeden Irlandii (Edward).

## Historia
Etymologia nazwiska Bruce wiąże je z flamandzkim Bruce, odnoszącym się do Brugii, skąd mieliby się wywodzić protoplaści rodu. Bardziej prawdopodobne jest powiązanie tego nazwiska z normandzkim miastem Brix (obecnie we Francji). Najwcześniej wzmiankowanym przedstawicielem rodu miałby być niejaki Robert de Brix, rycerz walczący u boku Wilhelma Zdobywcy podczas normandzkiego podboju Anglii (1066). Jednak historyczność Roberta nie jest pewna, gdyż jego imię pojawia się dopiero w anonimowych spisach osób rzekomo walczących w bitwie pod Hastings, redagowanych powszechnie w Anglii XIV i XV w. w celach nobilitacji wywodów genealogicznych.
Zarówno szkocka, jak i angielska linia rodu wywodzi się od Roberta de Brus (ok. 1070–1141), który przybył do Anglii w 1106, aby objąć urząd lorda Annandale. Od XIII w. ród Brusów zabiegał o przejęcie władzy królewskiej w Szkocji. Roszczenia do korony zgłosił już piąty z lordów, Robert Tanista (ok. 1215–1295), który ogłosił tanisturę po śmierci Aleksandra III (1286). Brusowie pozostawali w opozycji wobec prawowitej następczyni króla, Małgorzaty oraz popieranego przez Anglię Jana. W trwającej wojnie sukcesyjnej Edward I Długonogi, król angielski pozbawił ziem Brusów, jednak już w 1287 przyznał je ponownie Robertowi w zamian za złożony hołd lenny. Po śmierci Roberta pretensje do tronu zgłosiło niezależnie od siebie dwóch tanistów: John Comyn oraz kolejny naczelnik klanu, Robert. Ostatecznie koronował się na króla w 1306. Jednak zamach na życie swojego przeciwnika zmusił go do zbrojnej walki o umocnienie władzy, która trwała do zwycięskiej bitwy pod Bannockburn w 1314. Brusowie panowali w Szkocji do bezpotomnej śmierci Dawida II (1371) oraz przejściowo w Irlandii, kiedy Edward został ogłoszony wielkim królem wyspy (1316–1318).
W 1334 Tomasz Bruce wystąpił zbrojnie w Kyle przeciwko królowi Anglii w obronie prawa do następstwa tronu dla swojego ciotecznego brata, Roberta II Stewarta.